# 比希尼娅·拉米雷斯
比希尼娅·拉米雷斯（西班牙語：Virginia Ramírez，1964年5月22日—），西班牙女子曲棍球运动员。她曾代表西班牙国家队参加1992年夏季奥林匹克运动会曲棍球比赛，获得一枚金牌。